# Bunker Wodanstraße
Der Bunker Wodanstraße (auch Wodan-Bunker) ist eine ehemalige unterirdische Rettungsleitstelle aus der Zeit des Zweiten Weltkriegs, mit einer Gesamtfläche von 720 m², in der Nürnberger Südstadt, in welcher sich damals u. a. Behandlungsräume, ein Operationssaal für Notoperationen und Entbindungen befand. Er ist einer der 18 verbliebenen von ursprünglich etwa 70 Bunkeranlagen in Nürnberg und befindet sich direkt unterhalb einer später erbauten Aral-Tankstelle. Der Bunker befindet sich derzeit noch in der Zweckbindung des Katastrophenschutzes und wird von der Stadt Nürnberg betrieben. Er ist eingeschossig und besitzt zwei Ein- und Ausgänge, von denen einer sich auf dem Gelände des Arbeiter-Samariter-Bundes befindet, der andere auf einer Freifläche neben der Tankstelle. Dieser Eingang ist mit einer Wellblechhütte überbaut. Die Anlage wird nicht genutzt und kann nicht besichtigt werden, mit Ausnahme einer einmaligen Öffnung im Januar 2011.

## Geschichte
Ursprünglich wurde der Bunker als Rettungsleitstelle und Behandlungszentrum während der Evakuierungen wegen der Bombenangriffe auf Deutschland und insbesondere auf Nürnberg, eingerichtet, die eine geschützte Versorgung von Verletzten und Verwundeten ermöglichen sollten. Unmittelbar nach Kriegsende wurde er als Unterkunft für aufgegriffene Kriegsflüchtlingskinder und zeitweise auch als Arztpraxis genutzt. 
Ab 1963 wurde die Anlage in den Katastrophenschutz eingegliedert und als ABC-Schutzbunker für etwa 680 Menschen für den Fall eines damals befürchteten Dritten Weltkrieges, ausgestattet. Zeitweilig sollte er auch einen sicheren Aufenthalt für den Fall eines Atombombeneinsatzes bieten. Vorgesehen war, dass die wenigen Überlebenden (es wären in diesem Bunker weit weniger als 1 % der Nürnberger Bevölkerung gewesen) in den engen Fluren und Räumen etwa sechzehn Stunden sitzen und acht Stunden schlafen müssen, damit die begrenzten Kapazitäten der Stühle und Betten voll auszunutzen gewesen wären. Hinzu kamen die kaum ausreichenden vierzehn Toiletten. Die Stromerzeugung, Luftfilterung und Wasserförderung sollte durch Dieselaggregate gewährleistet werden, deren Brennstoffvorrat maximal vierzehn Tage gereicht hätte.
Bei diesem Bunker handelt es sich um einen der letzten vollausgerüsteten Bunker und er stellt somit ein seltenes Relikt der vergangenen Zeit dar. Aus finanziellen Gründen ist geplant auch diesen Bunker aufzulösen. Der Förderverein Nürnberger Felsengänge e.V.  möchte mindestens eine Anlage erhalten und dauerhaft der Öffentlichkeit zugänglich machen. Von den vorhanden zwanzig Katastrophenschutzanlagen in der Stadt Nürnberg, gehören zwei dem Bund, zwei dem Freistaat Bayern und zehn der Stadt. Die restlichen befinden sich in privater Hand und werden u. a. als Tiefgaragen genutzt. Im Nürnberger Stadtrat machen sich daher verschiedene Fraktionen für die Erhaltung eines Schutzraums stark. Sie haben einen Antrag zur Behandlung des Themas im zuständigen Ausschuss gestellt. Die FDP-Stadträtin Christiane Alberternst sagte hierzu „...stehen die ABC-Bunker für ein wichtiges Kapitel deutscher und europäischer, ja der Weltgeschichte..“. Sie sind auch heute noch ein eindrucksvolles und verdeutlichendes Beispiel dafür, welche Auswirkungen die atomare Aufrüstung der ehemaligen Blocksysteme auf die Bevölkerung hatte und welche Folgen ein Atomkrieg gehabt hätte, weshalb auch kommende Generationen die Möglichkeit haben sollten, Geschichte nicht nur aus dem Lehrbuch zu lernen, sondern eigene Eindrücke an Orten wie solchen Schutzräumen zu gewinnen.